# ポッドキャスト

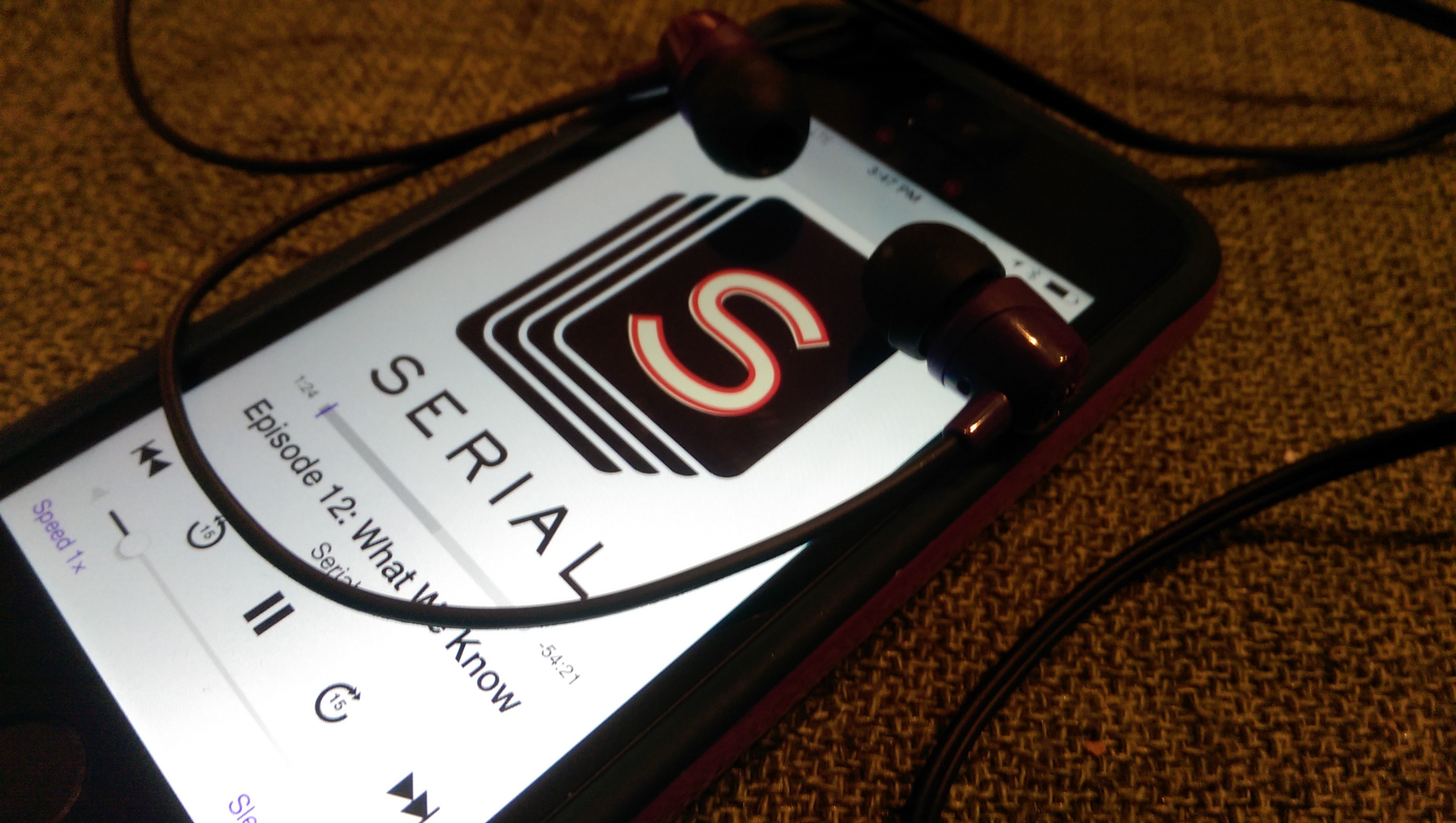
iPhone上のPocket Castsアプリで再生されているポッドキャストのSerial

ポッドキャスト（英語: podcast）とは、インターネットを通じて音声データを配信するソーシャルメディアのことである。
オーディオやビデオのウェブログとして位置付けられるインターネットラジオの一種である。

## 概要
Webサーバ上にマルチメディア・データファイル（音声データ・動画データなど）をアップロードし、RSSを通してWWW上に公開することである。内容は個人ブログ同様のものやテーマに基づく対談など、多様である。
「ポッドキャスト」はAppleのポータブルマルチメディアプレーヤー「iPod（アイポッド）」と、"放送"を意味する「broadcast（ブロードキャスト）」を組み合わせた造語である。元来は「iPodシリーズなどの携帯プレイヤーに音声データファイルを保存して聴く事が可能な放送（配信）番組」の意味で名付けられた。出自こそアップルと無関係であったが、のちに半自動でポッドキャスト番組をダウンロードしてiPodシリーズへ転送する機能がiTunesに組み込まれた。
配信に利用されている音声データファイルのほとんどは標準的なMP3形式のオーディオファイルであり、iPodシリーズに限らずMP3オーディオファイルを保存して再生可能な全てのデジタルオーディオプレーヤーで聴取可能である。現在はMPEG-4やH.264形式の動画配信も含めて、Podcastと呼ぶ。
一般的にポッドキャスト (Podcast) はこの仕組み自体を指し、Podcasting（ポッドキャスティング）はこれを利用する配信を指す。Podcaster（ポッドキャスター）は、ポッドキャストを放送（配信）している人物を指す。
広義のポッドキャストでは、公開するマルチメディアファイルの種類は問わず、ポッドキャストのダウンロード専用ソフトウェア（アグリゲータ）を利用して、RSSから指定のファイルを得られる仕組みそのものを指す。だが一般的には、ポッドキャストと言った場合には音声データファイル（MP3など）の公開を意味するのが普通である。現在では音声データファイルだけではなく動画データファイルの配信も広く行われているほか、電子書籍（EPUB形式など）の配信にも対応している。動画の場合はビデオポッドキャストやビデオキャスティング、もしくはVlogなどと呼ばれる。
配信する音声データファイルがAACの場合、ファイルにチャプターマーカー（チャプター毎に画像やURLリンクを埋め込むことも可能）を付加することができる。これを拡張ポッドキャスト (Enhanced Podcast) と称するが、これに対応した再生環境はiPod+iTunesなどに留まっている。拡張ポッドキャストを編集できるソフトにGarageBand、Sound it!などがある。

## 歴史

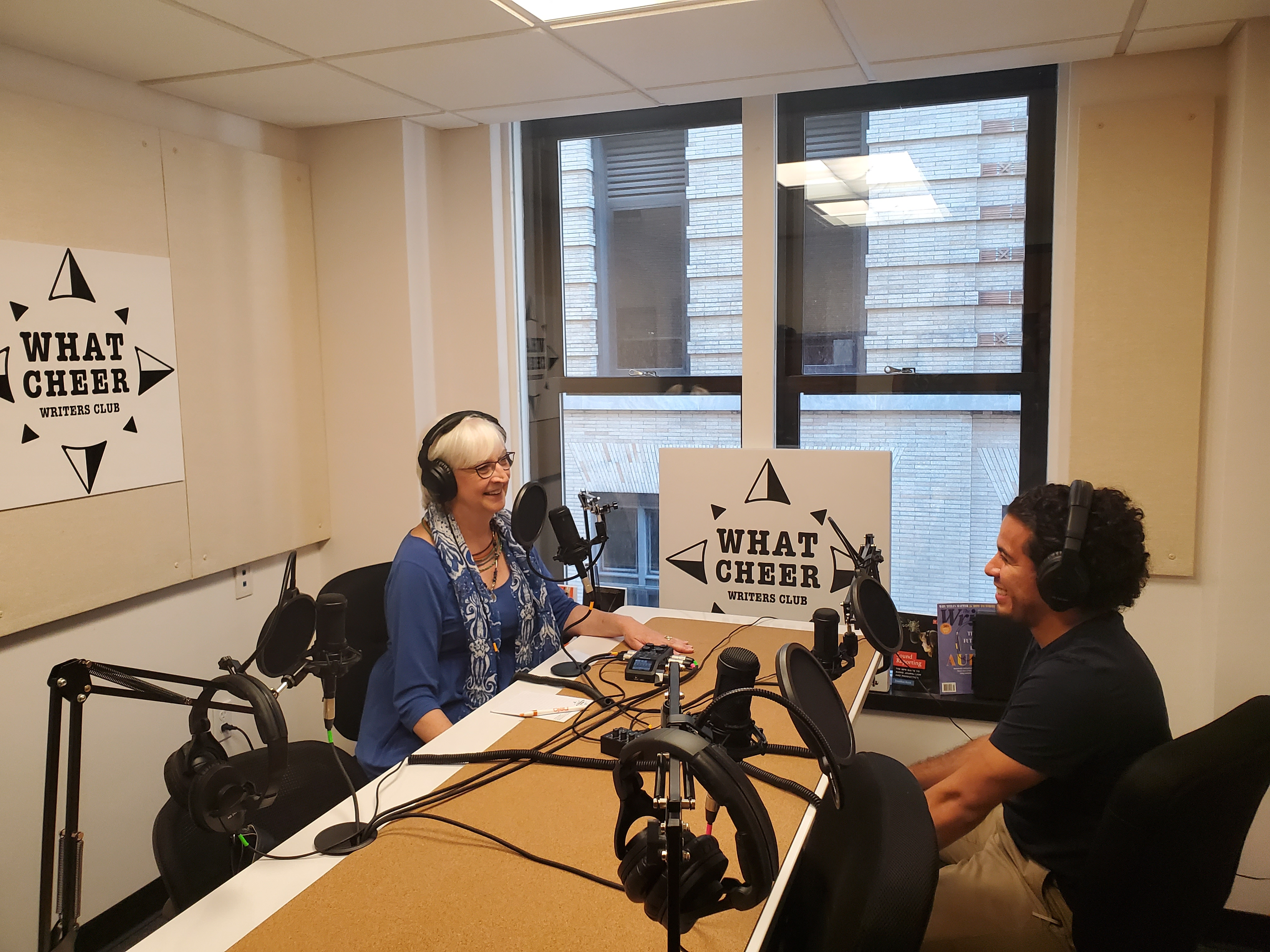
ロードアイランド州プロビデンスにある、What Cheer Writers Clubのポッドキャスティングスタジオ

ポッドキャストは、アメリカのソフトウェア・エンジニアのケヴィン・マークス (Kevin Marks) と、アメリカのMTVの元VJでIT起業家として知られるアダム・カリーによる iPodder ソフトウェア（後のJuice）の開発や、米科学者でスクリプト言語開発に多く関わった経歴を持つデイブ・ウィナーによるマルチメディアファイルをRSS内に関連付けすることを可能にするRSSエンクロージャーの開発を発端にしている。アダム・カリーはそのエンクロージャー要素をいち早く導入したブロガーの一人である。
ウィナーは、アメリカのラジオ放送NPRのDJであるクリストファー・リドンのブログに彼のインタビュー放送（2004年アメリカ大統領選挙の報道等）を録音したオーディオファイルを添付する技術について協力し、それに触発される形でカリーのiPodderにも必要な技術が盛り込まれるものとなった。

Apple Podcastでポッドキャストを表すためにAppleが使用しているロゴ

日本では、2005年2月からブログ・ポータルサイトのSeesaa BLOGやケロログが相次いでポッドキャスト配信サービスを一般ユーザに提供を始める。2005年6月末にApple ComputerのiTunesがポッドキャスト・アグリゲータ機能を提供し、次いでニフティがポッドキャストRSSを任意のウェブログに追加することを可能にする「Podfeed」サービスの提供を始めた。これらのサービスが提供されたことを契機として、日本のポッドキャストリスナー、ポッドキャスター双方の人口が急速に増加した。

## 方法

### 聴き方
一つは音声ファイルを配信しているウェブサイトをウェブブラウザ等で訪れ、ポッドキャスト・ファイルのリンクURLからウェブブラウザなどを使用してファイルをダウンロードし、マルチメディア・プレーヤー等に読み込ませて聴く方法である。その場でポッドキャストを簡単に聴きたい時などに適する。
一つはポッドキャスト・ファイルをダウンロードするために作られたアプリケーションソフトウェアを使用する方法である。これは一般的にアグリゲータ (Aggregator)と称する。アグリゲータはポッドキャスト用RSSへリンクするアドレスを登録し保持することで、登録されたRSSの最新の情報を入手し、RSSに関連付けされているポッドキャスト・ファイルを一括または選択してダウンロードすることを可能にする。RSSを発行しているポッドキャスターがデータを更新すれば、自分でポッドキャスターのサイトを訪れなくとも即座に最新の音声ファイルを入手できるため、複数のポッドキャスト番組を定期的にダウンロードする聴取方法に適する。ポッドキャスティングの最大の特長を活かした一般的な方法である。
アグリゲータで登録できるRSSは、前述の通りRSS 2.0のフォーマットで、エンクロージャー要素によって音声ファイルへのURLアドレスが記述されている必要がある。
ポッドキャスト用アグリゲータの主な目的はRSSに関連付けされているポッドキャスト・ファイルのダウンロードだが、音楽再生機能を持ち、ダウンロードしたファイルを直接再生できるものも多い。ポッドキャスターが管理するウェブサイト上でMacromedia Flashを利用して直接聴けるポッドキャスト・Webサイトも既に多く存在している。携帯ゲーム機のPlayStation Portableでは、ポッドキャストのストリーミング再生、時刻設定して無線LAN経由で保存するタイマー保存に対応している。

### 配信方法
1. 音声を録音し、音声ファイルに変換する。
2. Webサーバにその音声データをアップロードする。
3. その音声ファイルのURLがenclosure要素により関連付けされているRSSを作成・公開する。
  - RSSはバージョン2.0の仕様に基づいて記述する
  - enclosure要素はitem要素の階層内に置く
  - length属性には音声ファイルのバイト単位の容量を記載する

通常RSSはウェブログの更新システムが設置しているCGIやPHPなどのWebサーバ上のアプリケーションで自動的に生成されるテキストファイルであるため、既存のウェブログ上でポッドキャスティングを行うためには、そのウェブログ更新システム自体をRSSにエンクロージャー要素を埋め込めるように改良するか、もしくはそのポッドキャスト用のRSSを任意で作成・公開する必要がある。日本は最初からエンクロージャー要素を付加できるポッドキャスティング対応型のウェブログサービスも存在するため、RSS編集は必ずしも全てのポッドキャスターに必要な作業とはならない。